# Ping

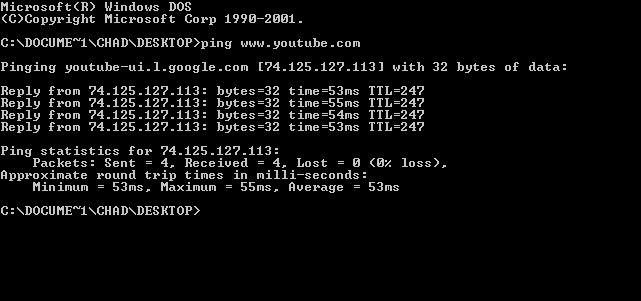
Kommandotolken i Windows som använder ping för att kontrollera om värddatorn för Youtube är tillgänglig.

Ping är ett   för IP-nätverk (till exempel 

). Det används för att undersöka om en viss värddator är åtkomlig via nätverket. Det ger även information om vilken tid det tar för paket att ta sig fram till värden, vilket är ett mått på latensen i överföringen. Ordet pinga används också i överförd betydelse för att se om en annan dator eller person svarar på anrop.
Programmet skickar, enligt protokollet ICMP, ett paket av typen ekoförfrågan (echo request) till den dator som skall undersökas, och väntar sedan på motsvarande svar av typen ekosvar (echo reply). Ping är inbyggt i de flesta operativsystem som Mac OS Classic, Linux och Windows.

## Historia

### Ping mellan datorer
Mike Muuss skrev programmet i december 1983 för att hitta fel i ett IP-nätverk. Namnet kommer från likheten med ubåtars sonar, som skickar ut en ljudpuls, som sedan studsar tillbaka från målet — den pulsen låter "ping"!
Namnet sägs ibland vara en förkortning av Packet InterNet Grouper (Groper) eller som det ibland kallas Packet Inter-Network Groper, men är alltså enligt upphovsmannen ett onomatopoetiskt ord som ska härma ljudet från en sonar.[källa behövs]
Efter att man 1996 upptäckt att en mycket spridd implementation av ping var känslig för överstora ping-paket ("ping of death") blev det vanligt att filtrera bort pingtrafik i brandväggar. Paketet hade också missbrukats för DoS genom ping till ett nätverks broadcast-adress. Båda problemen löstes relativt snabbt på andra sätt, men spärren finns kvar i en del brandväggar.

### Ping i sociala nätverk
Ping-funktionen och verbet pinga används också i överförd betydelse inom sociala nätverk. Genom att i ett signerat meddelande länka till någons användarprofil, får den personen vetskap om att man är omnämnd inom nätverket. På engelska används ordet också i en vidare bemärkelse, för all datorkommunikation där man skickar ett meddelande till någon.
På Facebook aktiveras pingfunktionen genom att man skriver @, följt av den eftersökta personens användarnamn. Personen i fråga ser därefter en rödfärgad markering bland sina statuslänkar överst på webbsidan. På Facebook ger även en taggning av en person på ett foto en pingning. På Facebook har man även testat en funktion med som skickar ut ett ljud (ett bokstavligt ping) när någon skriver på ens tidslinje.
På Wikipedia finns sedan 2013 en motsvarande funktion som en del av meddelandehanteringssystemet Echo. Pingfunktionen används främst i diskussioner. När en användare blir pingad indikeras det med en röd markering till höger om användarens inloggningsnamn. När den klickar på markeringen visas en länk till diskussionen. Instruktioner för att pinga en användare finns i Mall:Ping och Mall:anv.